# Solidaridad Catalana
Solidaridad Catalana, conocida principalmente por su nombre en catalán Solidaritat Catalana, fue una coalición de partidos española de ámbito catalán que existió entre 1906 y 1909, tras haber logrado alcanzar un importante éxito en los comicios de 1907.
Surgida a raíz de la promulgación de la Ley de Jurisdicciones (1906), consecuencia de los denominados hechos del ¡Cu-Cut!. Este movimiento unitario, estuvo formada por los catalanistas de la Liga Regionalista, los carlistas, los republicanos nacionalistas, los republicanos federales y los integristas (quedaron fuera los partidos dinásticos y los republicanos lerrouxistas), cosechó un gran éxito en las elecciones generales de abril de 1907 en las que obtuvo 41 de los 44 escaños que se elegían en representación de las cuatro provincias catalanas. La coalición, sin embargo, desapareció después de la Semana Trágica (1909), debido a la heterogeneidad y diversidad de intereses de sus integrantes.

## Historia

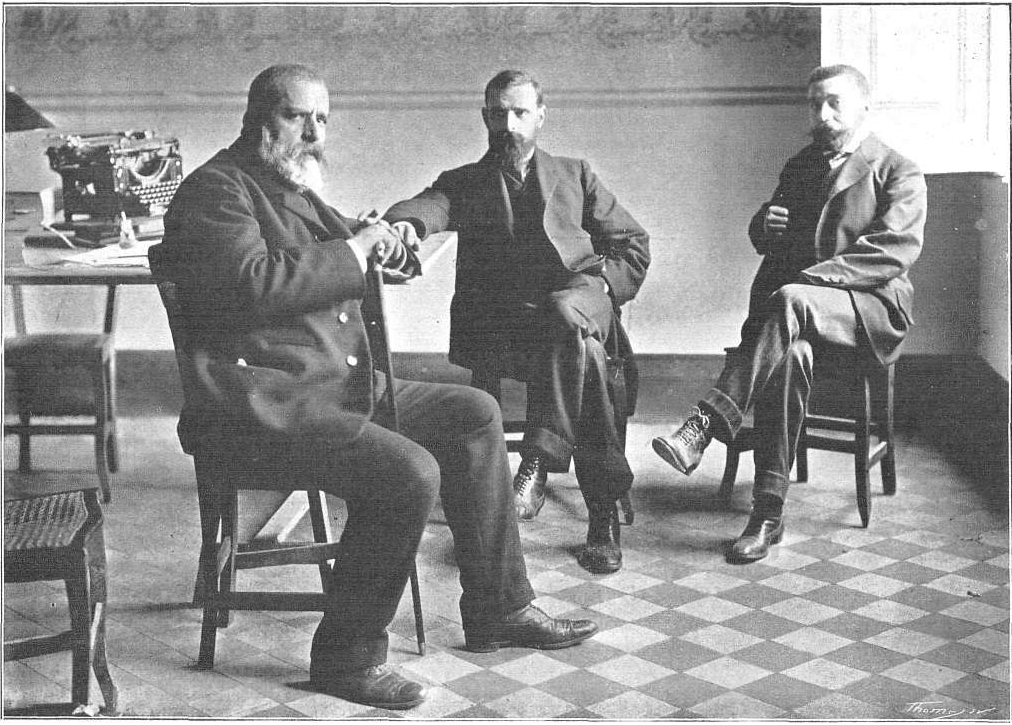
Comisión ejecutiva de la junta de Solidaritat Catalana: Josep Roca i Roca, Francesc Cambó y Miquel Junyent, foto Mas. La Ilustració Catalana, Barcelona, 20 de mayo de 1906, año IV, n.º 155. La fotografía sirvió también de portada al folleto Solidaritat Catalana (Recort de las festas del homenatge), Barcelona 20 de maig de 1906.

La coalición, presidida por el anciano republicano Nicolás Salmerón, se había formado en mayo de 1906 como respuesta a la aprobación de la Ley de Jurisdicciones y en ella se habían integrado los republicanos (excepto el partido de Alejandro Lerroux), los catalanistas [la Lliga Regionalista, la Unió Catalanista y el Centre Nacionalista Republicà (CNC), un grupo escindido de la Lliga unos meses antes], y hasta los carlistas catalanes o el Partido Integrista.
El manifiesto de la Solidaritat Catalana fue publicado el mismo día que la ley de Jurisdicciones fue aprobada, y en él se convocaba a homenajear a los diputados catalanes que habían votado en contra de la ley y que volvían de Madrid.

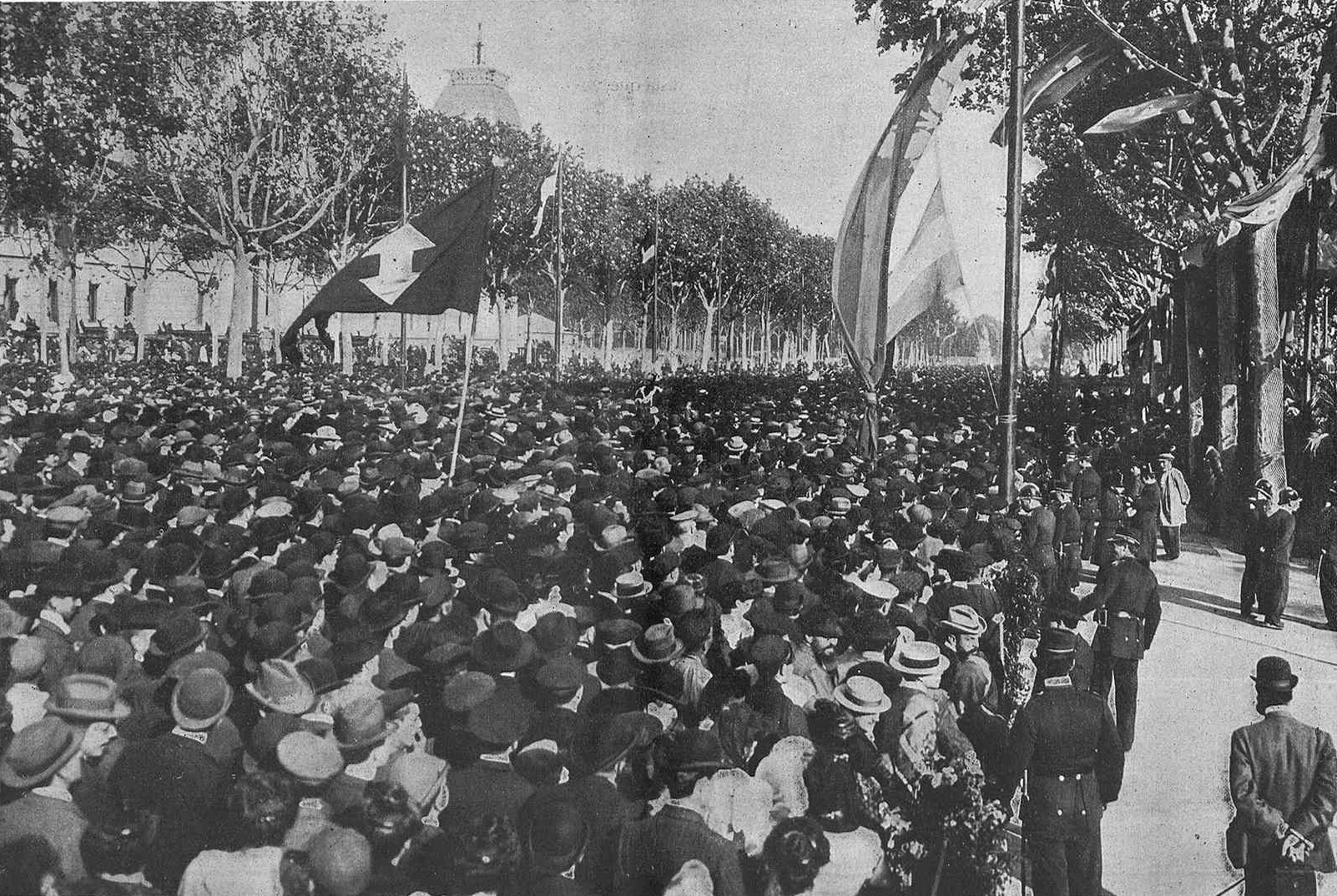
Manifestación de Barcelona de mayo de 1906 en una fotografía de A. Merletti

Los éxitos de convocatoria de la Solidaritat fueron espectaculares con manifestaciones masivas como la celebrada en Barcelona el 20 de mayo de 1906 que congregó a 200 000 personas. Como ha destacado el historiador Borja de Riquer, "gracias a la Solidaritat el catalanismo, que apenas había tenido presencia institucional —en las elecciones de noviembre de 1905 sólo habían obtenido siete diputados—, se extendió rápidamente por el todo el territorio catalán". Tras su triunfo en las elecciones de abril de 1907, en las que obtuvieron 41 de los 44 escaños —aunque solo un 67% del total de los votos— que correspondían a las cuatro provincias catalanas, "ya nada sería igual en la vida política catalana, y los gobiernos de Madrid, y la propia corona, deberían asumir el hecho de que la cuestión catalana se había convertido en uno de los problemas más preocupantes de la vida política española".

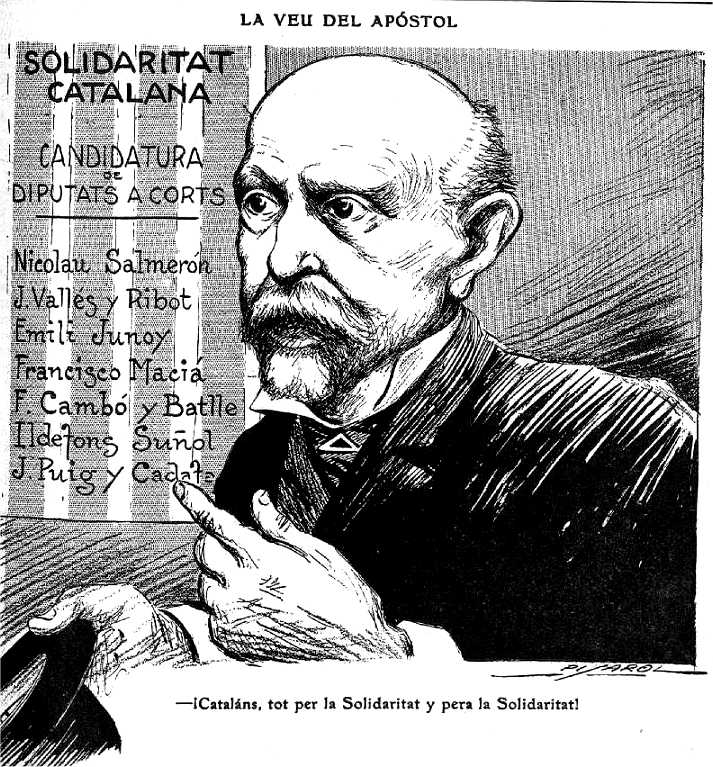
Cartel electoral de la coalición con el retrato de Nicolás Salmerón.

Sin embargo, los partidos que formaban parte de la coalición tenían intereses muy heterogéneos, lo que provocó no pocas fricciones; dentro de Solidaritat Catalana convivían los intereses de patronos y obreros, así como sectores conservadores y reformistas. La Lliga Regionalista empezó a verse sobrepasada por las iniciativas de los sectores izquierdistas y tanto Cambó como Prat de la Riba a empezaron temer que la Lliga perdiera su posición hegemónica dentro de la coalición.
Otro factor importante de desestabilización fue que el Partido Republicano Radical de Alejandro Lerroux —diametralmente opuesto al catalanismo— no se había integrado en la coalición y, en cambio, mantuvo una postura claramente contraria a la coalición catalanista. Sus partidarios, además, emprendieron actos violentos contra los dirigentes y los periódicos que apoyaban a la Solidaritat. La coalición Solidaritat Catalana se acabó rompiendo a causa fundamentalmente del apoyo que la Lliga Regionalista hizo al proyecto de ley de Administración local que presentó el gobierno de Antonio Maura, que admitía la posibilidad de crear un ente regional en Cataluña —a pesar de que el proyecto de ley finalmente no fue aprobado—. Lo que quedaba en pie de Solidaritat Catalana se vino abajo tras la crisis de la Semana Trágica de 1909.

## Resultados electorales
| Comicios                     | % de votos | # de escaños obtenidos | +/– | Cabeza de lista       |
| ---------------------------- | ---------- | ---------------------- | --- | --------------------- |
| Elecciones generales de 1907 | 6,9%       | 41/399                 | 41  | Enric Prat de la Riba |